# 데빌 앤 엔젤
데빌 앤 엔젤(Devil and Angel)은 대한민국의 2인조 음악 그룹이다. 현재 소속사는 '제로원 인터랙티브'이다.

## 음반
- 싱글 앨범 《배드 걸(Bad Girl)》